# Rio Albești (Bârlad)
O Rio Albeşti (Bârlad) é um rio da Romênia afluente do rio Bârlad, localizado no distrito de Vaslui.